# Hugh Prince
Hugh Durham Prince – auch Hughie Prince – (* 9. August 1906 in Greenville, South Carolina; † 15. Januar 1960 in New York) war ein US-amerikanischer Filmkomponist und Liedtexter, der mit dem Song Boogie Woogie Bugle Boy aus der Filmkomödie Buck Privates für einen Oscar nominiert wurde.

## Leben
Hugh Prince’ Musik konnte man in mehr als 56 Film- und Fernsehproduktionen hören, er komponierte und textete und führte 1950 in dem Filmdrama The Strip Tease Murder Case Regie und schrieb das Drehbuch. Ab 1940 komponierte er Filmmusik, beginnend mit Hit the Road und Rhumboogie, für den Film Argentine Nights.
1942 erhielt Hugh Prince zusammen mit Don Raye für das Lied Boogie Woogie Bugle Boy aus der Filmkomödie Buck Privates mit Bud Abbott und Lou Costello in den Hauptrollen eine Oscar-Nominierung in der Kategorie „Bester Song“. Die Statue ging jedoch an Jerome David Kern und Oscar Hammerstein II für ihren Song The Last Time I Saw Paris aus dem Filmmusical Lady Be Good. Prince soll auch als Darsteller eine kleine Rolle in Buck Privates gehabt haben, was aber nicht verbürgt ist.
Boogie Woogie Bugle Boy blieb der erfolgreichste Song von Prince und fand auch nach seinem Tod noch Verwendung in Spielfilmen, Fernsehproduktionen und Shows.

## Soundtrack (Auswahl)
- 1941: Boogie Woogie Bugle Boy, Bounce Me Brother with a Solid Four, When Private Brown Becomes a Captain, You’re a Lucky Fellow, Mr. Smith, I Wish You Were Here aus dem Film Buck Privates
- 1941: You’re a Lucky Fellow, Mr. Smith aus dem Film In the Navy
- 1941: Beat Me Daddy, Eight to the Bar aus dem Kurzfilm In the Groove
- 1944: Boogie Woogie Bugle Boy aus dem Film Follow the Boys
- 1944: Sing aus dem Film Moonlight and Cactus
- 1944: Let’s Have Another One aus dem Film Dreaming
- 1946: Solid Potato Salad aus dem Film Breakfast in Hollywood
- 1946: Bounce Me Brother with a Solid Four aus dem Film One Exciting Week
- 1947: Bounce Me Daddy With A Solid Four aus dem Film Das Ei und ich (The Egg and I)
- 1962: Rhumboogie fand Verwendung in dem Film Spiel mit dem Schicksal (Term of Trial)
- 1976: Boogie Woogie Bugle Boy, verwendet in der Bette-Midler-Show
- 1986: Beat Me Daddy Eight to the Bar, verwendet in The 40th Annual Tony Awards
- 1988: Boogie Woogie Bugle Boy, verwendet in der Fernseh-Mini-Serie Feuersturm und Asche (War and Remembrance)
- 1992: Boogie Woogie Bugle Boy, verwendet in The Tonight Show Starring Johnny Carson
- 1995: Boogie Woogie Bugle Boy, verwendet in dem Film Schön ist die Jugendzeit (Lust och fägring stor)
- 1997: Boogie Woogie Bugle Boy, verwendet in der Fernseh-Mini-Serie The Shining
- 2004: Boogie Woogie Bugle Boy, verwendet in dem Film Ein Werk Gottes (Something the Lord Made)
- 2009: Boogie Woogie Bugle Boy, verwendet in dem Film Die fast vergessene Welt (Land of the Lost)
- 2012: Boogie Woogie Bugle Boy, verwendet in dem Film Red Tails
- 2015: Boogie Woogie Bugle Boy, verwendet in dem Film Pitch Perfect 2

## Auszeichnung
- Oscarverleihung 1942: Nominiert mit Boogie Woogie Bugle Boy aus der Filmkomödie Buck Privates